# Danilov (Russia)
Danilov è una città della Russia europea centrale (Oblast' di Jaroslavl'), situata sul fiume Pelenda, 69 chilometri a nordest del capoluogo Jaroslavl'; è il capoluogo del distretto omonimo.
Fondata nella metà del XIII secolo con il nome di Danilovskoe (in russo Даниловское?), appare in alcune cronache della fine del XVI secolo con il nome di Danilovskaja Sloboda (in russo Даниловская слобода?); ottenne lo status di città nel 1777.
La cittadina è sede di alcune piccole industrie alimentari.

## Società

### Evoluzione demografica
Fonte: mojgorod.ru
- 1897: 4.300
- 1939: 15.500
- 1970: 17.500
- 1989: 18.900
- 2002: 17.245
- 2006: 16.600